# Acatitla, Tlaquilpa
Acatitla är en ort i Mexiko.   Den ligger i kommunen Tlaquilpa och delstaten Veracruz, i den sydöstra delen av landet, 240 km öster om huvudstaden Mexico City. Acatitla ligger 2 128 meter över havet och antalet invånare är 151.
Terrängen runt Acatitla är kuperad västerut, men österut är den bergig. Terrängen runt Acatitla sluttar österut. Runt Acatitla är det ganska tätbefolkat, med 93 invånare per kvadratkilometer. Närmaste större samhälle är Zongolica, 10,6 km nordost om Acatitla. Omgivningarna runt Acatitla är en mosaik av jordbruksmark och naturlig växtlighet.